# Jeski II
Jeski II (Jaski, Jeska, Jeske, Jeschka) – polski herb szlachecki z nobilitacji - odmiana herbu Półkozic.

## Opis herbu
W słup w polu prawym, czerwonym ośla głowa na wprost, srebrna; w polu lewym, błękitnym, lew wspięty złoty, trzymający w prawej łapie maczugę.
Labry: z prawej czerwone, podbite srebrem, z lewej błękitne, podbite złotem.
Józef Szymański podaje dwie wersje herbu różniące się od opisywanego drobnym szczegółem - w jednym lew trzyma kolczaste zamknięcie, w drugim, cep.

## Najwcześniejsze wzmianki
Nadany 29 kwietnia 1630 Andrzejowi i Izraelowi Chone (Choene), adoptowanym przez Mikołaja Wolskiego.
Boniecki pisze, że Andrzej i Izrael zostali przypuszczeni do herbu w 1629 przez marszałka wielkiego koronnego Wolskiego, natomiast w 1630 król Zygmunt III przywilejem uznał ich za szlachtę polską i nadał herb odmieniony.
Szymański podaje inną datę nadania herbu - 2 marca 1572.

## Herbowni
Jaski - Jeska - Jeske - Jeski - Jeschka, Kochne.